# تاماش لوائی
تاماش لِوائی (به مجاری: Levai Tamas) یک کشتی‌گیر فرنگی‌کار اهل کشور مجارستان است.
از افتخارات وی می‌توان به کسب مدال برنز قهرمانی کشتی جهان ۲۰۲۲ اشاره کرد.

## فعالیت حرفه‌ای

### قهرمانی کشتی جهان ۲۰۲۲
لوائی در وزن ۸۲ کیلوگرم کشتی فرنگی قهرمانی کشتی جهان ۲۰۲۲ بلگراد شرکت کرد، او در مسابقه‌های اول و دوم یانگ سه-جین از کره جنوبی، رانت کالجولا از استونی و رولاند شوارز از آلمان را شکست داد اما در نیمه نهایی به جالگاسبای بردی‌مرادف از ازبکستان باخت و به دیدار رده‌بندی رفت. وی در دیدار رده‌بندی رفیق حسینوف از آذربایجان را شکست داد و مدال برنز را به‌دست آورد.